# Iban Iriondo
Iban Iriondo Uranga (né le 1er mai 1984 à Zumaia) est un coureur cycliste espagnol, professionnel en 2006 et 2007 au sein de l'équipe Euskaltel-Euskadi.

## Palmarès
- 2002
  - Bizkaiko Itzulia
  - 2e de la Gipuzkoa Klasika
- 2003
  - Mémorial Sabin Foruria
  - 2e de l'Oñati Saria
  - 3e du Trofeo Ayuntamiento Olazagutía
- 2005
  - Gran Premio San José